# August Cilić
August Cilić (Zagreb, 10. kolovoza 1891. – Zagreb, 30. ožujka 1963.) je hrvatski glumac, komičar i redatelj Hrvatskog narodnog kazališta u Zagrebu i Hrvatskog narodnog kazališta u Varaždinu.

## Životopis
Od okupacije organizirano je radio za NOP. Članom KP postao je 1942. Na oslobođenom teritoriju je bio od 1944. Poslije oslobođenja bio je aktivan društveni radnik. Njegov je lik prikazan u desetoj epizodi televizijske serije Nepokoreni grad iz 1982. godine.

## Filmografija
- "Pustolov pred vratima" kao zastupnik tvrtke za nadgrobne spomenike (1961.)
- "Jurnjava za motorom" (1959.)
- "Takva pjesma sve osvaja" (1958.)
- "Cesta duga godinu dana" kao djed Gregorije (1958.)
- "U našeg Martina" (1958.)
- "Svoga tela gospodar" (1957.)
- "Jubilej gospodina Ikla" kao Leopold pl. Borovitza (1955.)
- "Kameni horizonti" kao stric Milja (1953.)
- "Ciguli Miguli" kao Valentin Žugec (1952.)
- "Lisinski" (1944.)
- "Dvorovi u samoći" (1925.)
- "Dvije sirotice" (1919.)
- "Matija Gubec" (1919.)

## Vanjske poveznice
- August Cilić u internetskoj bazi filmova IMDb-u (engl.)